# Almás (Horvátország)
Almás (horvátul Aljmaš, németül Apfeldorf) falu Horvátország Eszék-Baranya megyéjében. Közigazgatásilag Erdőd község része.

## Fekvése

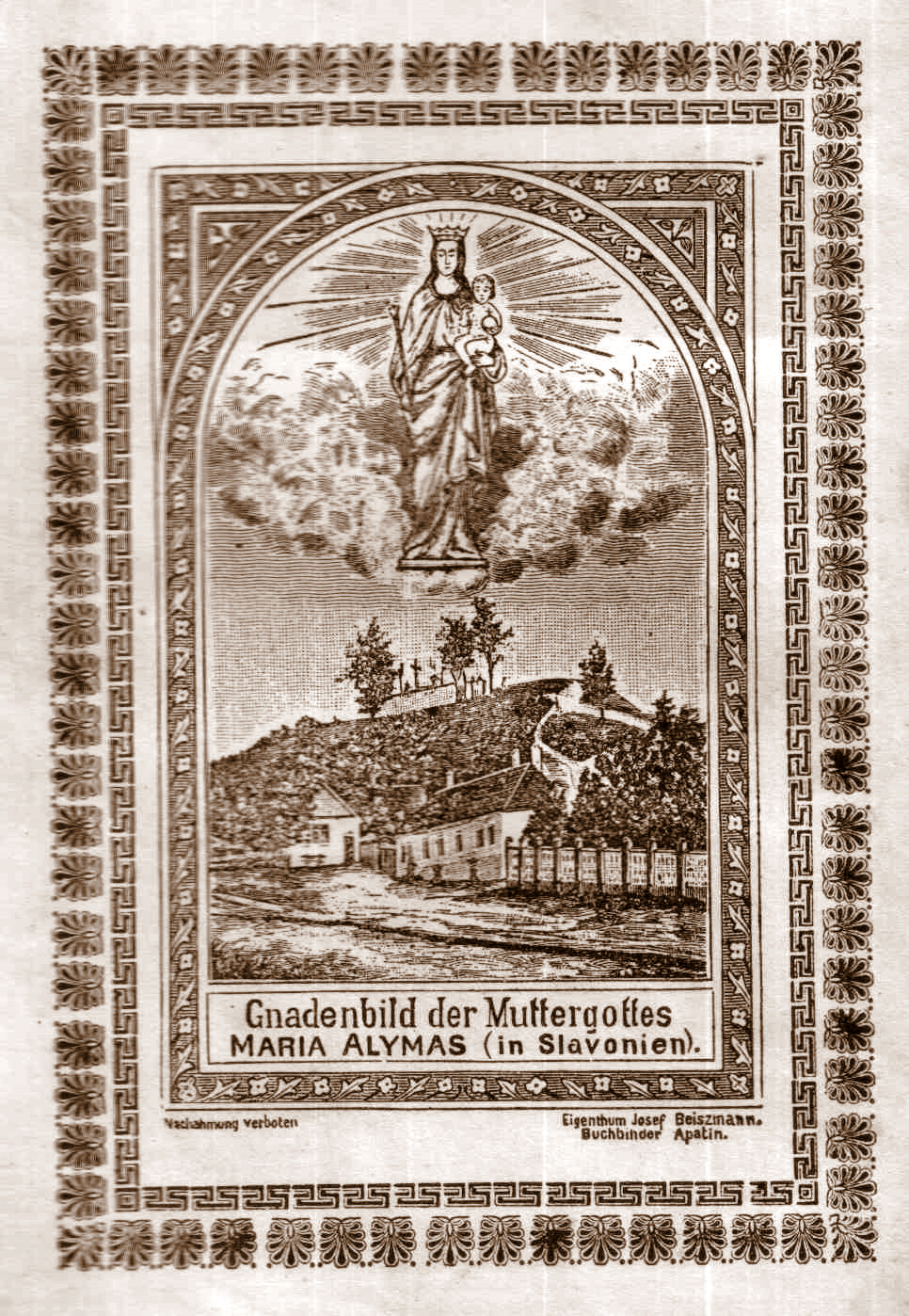
Régi kegyhely képe (1852)

Eszéktől légvonalban 21, közúton 30 km-re keletre, községközpontjától 8 km-re nyugatra, Szlavónia, Bácska és Baranya hármas határán, a Duna jobb partján fekszik, néhány km-re délkeletre attól a helytől, ahol a Dráva a Dunába ömlik.

## Története
Almás ősi magyar település, melynek régi neve Hagymás volt. Első írásos említése 1273-ban Erzsébet idősebb királyné oklevelében „possessionem Hagamas (Hagymas) sitam iuxta Danubium ubi aqua Drawe in ipsum Danubium descendit”  alakban történt. Az 1332 és 1337 között kelt pápai tizedjegyzék „Agmas”, „Hagmas” néven említi. 1450-ben „Hwzyrovhagmas” (Hosszúhagymás) néven még birtokként szerepel szárazvámjával a Tallócziak birtokai között, de 1469-ben már „Oppidum Hagmas” néven mezővárosként említik a Kórógyiak birtokai között.  Ekkor 241 forintot fizetett a Kórógyiaknak, mely alapján a jelentősebb helyek közé tartozott. A jobbágyok nevei alapján tiszta magyar lakossága volt.  1472-ben a Kórógyiak kihaltával Mátyás király monoszlói Csupor Miklós erdélyi vajdának adományozta. 1480-ban már a budai új prépostság birtokai között találjuk, akik e birtokukat még II. Ulászló idejében is bírták. 
1526-ban, közvetlenül a mohácsi csata előtt elfoglalta a török. A török uralom idején az elnéptelenedett faluba a régi lakosság helyére főként pravoszláv szerbeket telepítettek be. 1579-ben 42 házzal, a nevekből ítélve immár tiszta szláv lakossággal szerepel a török defterben Kászim pasa örökségeként Musztafa bég és Ali csausz birtokában. A térség településeivel együtt 1687-ben szabadult fel a török uralom alól. Ekkor a falu ismét elnéptelenedett, majd a 18. század elején katolikus horvátokat telepítettek be, akiknek lelki szolgálatát a jezsuita atyák látták el. Az első, vesszőből font, sárral tapasztott és náddal fedett Mária-szentély már rögtön a felszabadulás után felépült a faluban. Miután Almás 1704-ben egyházilag is elismert kegyhellyé vált 1708-ban felépítették az új, nagyobb plébániatemplomot, mely 1846-ig állt. Ekkor egy nagy tűzvészben leégett. Még az évben elkezdődött a harmadik templom építése, melyet 1852-ben szentelt fel Strossmayer diakovári és szerémségi püspök. Ez a templom 1991-ig állt, amikor a falut megszálló szerbek lerombolták. 1745-ben 64 ház állt a településen. 1807-ben megalapították a település plébániáját. Az 1846-os tűzvész után a falu új helyen, a régitől keletre épült újjá. A régi falu helyét ma Selištének nevezik.
Az első katonai felmérés térképén „Almas” néven található. Lipszky János 1808-ban Budán kiadott repertóriumában „Almás” néven szerepel. Nagy Lajos 1829-ben kiadott művében „Almás” néven 139 házzal, 676 katolikus, 124 ortodox vallású lakossal találjuk. 1857-ben 935, 1910-ben 1395 lakosa volt. Verőce vármegye Eszéki járásához tartozott. Az 1910-es népszámlálás adatai szerint lakosságának 78%-a horvát, 9%-a német, 7%-a szerb, 6%-a magyar anyanyelvű volt. A település az első világháború után az új szerb-horvát-szlovén állam, majd később (1929-ben) Jugoszlávia része lett. 
Az 1991-es népszámlálás adatai szerint lakosságának 82%-a horvát, 9%-a magyar, 2%%-a jugoszláv nemzetiségű volt. A falut 1991 szeptemberében megszállták a JNA katonái és a szerb szabadcsapatok. A horvát lakosságot elűzték, a kegytemplomot és a házakat földig rombolták. A lakosság csak 1998-ban térhetett vissza és kezdhetett hozzá az újjáépítéshez. A templomot 2001 és 2007 között építették fel. A településnek 2011-ben 605 lakosa volt.

## Lakossága

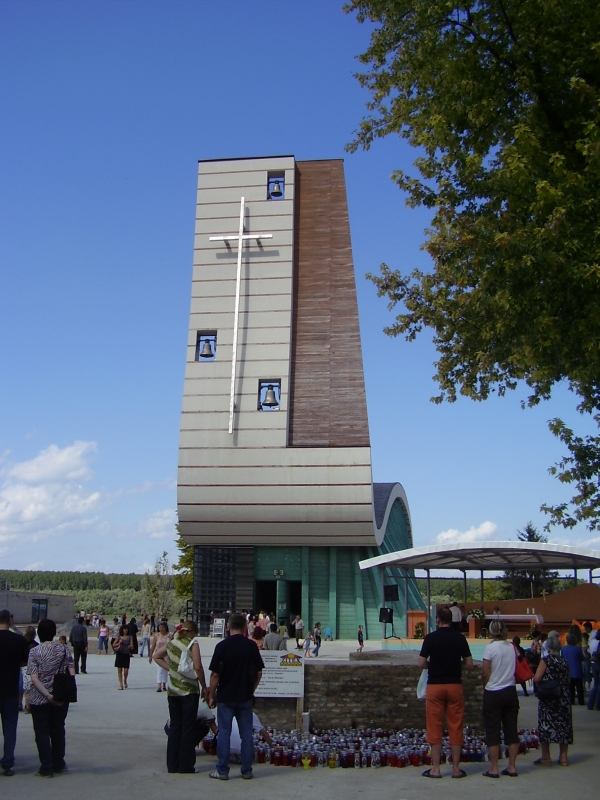
Az új római katolikus plébániatemplom

| Lakosság változása | Lakosság változása | Lakosság változása | Lakosság változása | Lakosság változása | Lakosság változása | Lakosság változása | Lakosság változása | Lakosság változása | Lakosság változása | Lakosság változása | Lakosság változása | Lakosság változása | Lakosság változása | Lakosság változása | Lakosság változása |
| ------------------ | ------------------ | ------------------ | ------------------ | ------------------ | ------------------ | ------------------ | ------------------ | ------------------ | ------------------ | ------------------ | ------------------ | ------------------ | ------------------ | ------------------ | ------------------ |
| 1857               | 1869               | 1880               | 1890               | 1900               | 1910               | 1921               | 1931               | 1948               | 1953               | 1961               | 1971               | 1981               | 1991               | 2001               | 2011               |
| 935                | 1.047              | 1.088              | 1.321              | 1.408              | 1.395              | 1.379              | 1.291              | 1.268              | 1.258              | 1.172              | 1.028              | 924                | 823                | 645                | 605                |

## Nevezetességek
- Boldogságos Szűz tiszteletére emelt temploma főoltárán áll a Boldogságos Szűz ezüstös kegyszobra, ezért búcsújáróhely. A szobor korábban a Baranya vármegyei Laskó község kápolnájában állott, és a vallási villongások elől 1704-ben a jezsuiták menekítették ide. Az 1708-ban épített és 1715-ben felszentelt templom rövidesen az eszékiek fő zarándokhelye lett. A templom 1846-ban leégett, de 1847-ben újjáépítették. Egészen 1991 szeptemberéig állt, amikor többször súlyosan megrongálták. 1993. augusztus 14-én Nagyboldogasszony ünnepének előestéjén teljesen lerombolták. A kegyszobor Eszéken vészelte át a nehéz napokat, majd visszakerült eredeti helyére, ahol 1997 óta újra a zarándoklatok célja. Búcsúnapja Szűz Mária születésnapján van. A legújabb templom felépítése 2001-től 2007-ig tartott.

- Adamovich-kastélyt[9] a gombai Szabó család, a település akkori ura építtette 1880-ban, parkkal és magas kerítéssel körülvéve. Alaprajzilag a kastély szimmetrikus épület, amely főhomlokzata előtt portikusszal rendelkezik. Külső megjelenése a neoklasszikus alapvető jellemzőit és a tizenkilencedik század végének historikus jellemzőit viseli magán.

- Közvetlenül a falu belterülete mellett találhatók a „Crkvina” és „Stepaničevac” régészeti lelőhelyek. A legrégebbi lelet ezen a helyen egy hallstatt-kori bikónikus alakú urna, négy függőleges, íves fogantyúval, amelyben az elhunyt csontjait megégették. A helyiek szerint a középkorból származó csontvázakat és falakat is találtak itt. 1976 folyamán találtak egy kisebb amforát és néhány kerámiatöredéket, amelyek a vatyai kultúrára jellemző, a középső bronzkorból származó díszítéssel voltak ellátva. A régészeti anyag egy több rétegből álló régészeti lelőhelyre mutat, ahol az élet a bronz- és vaskorban, majd a középkorban is folyt.[10]

- Számos régészeti lelet került elő a templom közelében a Radić testvérek téren. A régészeti leletek alapján az itt állt őskori települést a középső bronzkorra datálják. A kerámiatöredékek a vatyai kultúra és a dubovac-žutobrdoi csoport jellemzőit viselik magukon. Az újabb kutatás megállapította, hogy további korok leletei is megtalálhatók itt. Van egy bronzkori kulturális réteg a dalj-bjelobrdoi csoport, egy késő bronzkori réteg a szlavóniai és szerémségi vatyai kultúra töredékeivel, valamint az újkőkorszakból származó Sopot-kultúra és a kőrézkori badeni kultúra széleskörű leleteivel. A régészeti kutatások kimutatták az itteni település folytonosságát és rétegződését, amely három, egymást követő őskori település maradványaiban mutatható ki a neolitikumtól, a kőrézkoron át a középső bronzkorig.[11]

## Sport
- NK Dunav Aljmaš labdarúgóklub (alapítva 1932),
- MNK Aljmaš kispályás labdarúgóklub.
- ŠRD Dunav Aljmaš sporthorgászklub.